# Hinterland di Genova
L'hinterland di Genova corrisponde alla sua cintura urbana ed ai territori limitrofi (come l'Oltregiogo Genovese), la cui popolazione, sommata a quella propriamente cittadina, porta a raggiungere un totale di circa un milione e mezzo di abitanti.

## Genova città
Gli abitanti del territorio comunale sono circa 595.000, concentrati soprattutto in città. Genova risulta così il sesto comune italiano per popolazione, mentre se si considera la superficie è la terza metropoli italiana dopo Roma e Venezia.

## Area urbana
Corrisponde all'insieme dei comuni che cingono Genova senza soluzione di continuità. L'intera area urbana è di 810.000 abitanti.

## Area metropolitana
Non ufficializzata istituzionalmente, l'area metropolitana genovese rappresenta l'unione tra l'istituenda Città metropolitana di Genova e le aree ad essa contigue per ragioni urbanistiche, economiche, sociali e culturali. Il territorio si estende dall'albenganese ad ovest, alle Cinque Terre ad est, e hanno come vertice settentrionale il naturale retroterra dell'Oltregiogo, includendo le aree di Novi Ligure e Ovada, in provincia di Alessandria, e di Bobbio in provincia di Piacenza. Esempi significativi di tale integrazione con il capoluogo ligure sono: l'interporto di Rivalta Scrivia, il retroporto naturale genovese di Alessandria, il gemellaggio con Acqui Terme, e il futuro terzo valico che faciliterà le comunicazioni con i circondari piemontesi di Novi Ligure e Tortona. Considerando l'intera area metropolitana, la popolazione dell'area genovese conta oltre 1.510.000 di abitanti e circa 7.000 km² di territorio.